# Tetraleurodes marshalli
Tetraleurodes marshalli és un hemípter del gènere Tetraleurodes de la família dels Aleiròdids.
L'espècie va ser descrita científicament per primera vegada per Bondar el 1928.